# Fytotoxisch
Een stof is fytotoxisch als het een schadelijk (toxisch) effect heeft op de groei van planten. Veel verschillende stoffen kunnen een fytotoxisch effect hebben, zoals sporenelementen in te grote hoeveelheden, chemische bestrijdingsmiddelen, door planten geproduceerde toxische stoffen. Dit laatste wordt allelopathie genoemd, hetgeen een proces is waarbij planten toxische stoffen in de grond brengen die de naburige planten in hun groei remmen of zelfs doden, zoals juglon.